# Cornelio Casablanca
Cornelio Casablanca (San Nicolás, 16 de septiembre de 1861 - Buenos Aires, 11 de abril de 1945) fue un financiero y político argentino, que tuvo una activa labor comunitaria en la ciudad de Rosario, donde participó en la fundación de varios centros de salud. Fue aliado político de Lisandro de la Torre, con quien se postuló en las elecciones a gobernador de la provincia de Santa Fe en 1912.
Se desempeñó como gerente de diversas entidades bancarias, entre ellas el Banco Español del Río de la Plata, y el Banco de la Nación Argentina.

## Biografía
Nació en San Nicolás de los Arroyos, ciudad ubicada en el extremo norte de la provincia de Buenos Aires, hijo de Juan Bautista Casablanca y Jesús Liendo, perteneciente a una familia de origen francés y argentino. Realizó sus estudios primarios en el colegio de Ramallo y los secundarios en el Colegio de los Padres Salesianos de su ciudad natal.
Inició su carrera en la Dirección de Ingresos de la provincia de Buenos Aires en 1880, y dos años después fue nombrado tasador en Bahía Blanca. También se desempeñó como empleado del Banco de la Provincia de Buenos Aires de esa ciudad. Posteriormente trabajó en las sucursales de Río Cuarto y Salta del Banco de la Nación Argentina. Se instaló definitivamente en la ciudad de Rosario en 1900, desempeñándose como gerente de banco y ejerciendo la presidencia en el Primer Congreso Nacional de Comercio de Argentina.
En 1911, aceptó presentarse a la candidatura a la vicegobernación de la provincia de Santa Fe, ofrecida por el partido Liga del Sur, saliendo terceros por cantidad de votos en las elecciones de 1912. Trabajó en tareas comunitarias y participó en la fundación de varios hospitales y centros educativos, contando entre ellos al Hospital Provincial del Centenario, y la Facultad de Medicina.

## Familia
Cornelio Casablanca contrajo matrimonio el 25 de junio de 1893 con María Elena Canavery, hija de Adolfo Canavery y Sofía Martínez, perteneciente a una distinguida familia de raíces irlandesas y criollas de Carmen de Areco y San Nicolás de los Arroyos. Él y su esposa eran padres de numerosos hijos nacidos entre 1894 y 1910.
Mantuvo excelentes relaciones de amistad con la sociedad británica de Bahía Blanca. En su residencia se instaló el primer establecimiento educativo inglés de la ciudad conocido como el Colegio Anglo Argentino, dirigido por el maestro londinense Arturo W. Ogan.
También estuvo vinculado a la aristocracia argentina, miembro del Jockey Club de Rosario, y presidente del comité directivo de la Sociedad Rural de la Provincia de Santa Fe durante dos períodos.
Cornelio Casablanca era amigo personal, pariente y vecino de Tomás Onésimo Canavery, párroco de Ramallo.